# Санса, Майя
Майя Санса (итал. Maya Sansa; род. 25 сентября 1975 года, Рим, Италия) — итальянская актриса.

## Биография
Майя Санса родилась в семье итальянки и иранца. В возрасте 14 лет начала обучение актёрскому мастерству в своей римской школе, позже переехала в Лондон и окончила там Гилдхоллскую школу музыки и театра (1999). В скором времени известный итальянский кинорежиссёр Марко Беллоккьо отобрал Майю для съёмок в своём фильме «Кормилица» (1999). Майя Санса также исполнила одну из главных ролей в фильме Беллоккьо «Здравствуй, ночь» (2003), за что была удостоена Премии Франческо Пазинетти в категории «Лучшая актриса» на юбилейном 60-м Венецианском кинофестивале (2003).
14 июня 2013 актриса была удостоена национальной кинопремии Италии «Давид ди Донателло» лучшей актрисе второго плана за роль в картине Беллоккьо «Спящая красавица».
Свободно владеет итальянским, английским и французским языками.

## Фильмография
| Год  |     | Русское название                    | Оригинальное название             | Роль                  |
| ---- | --- | ----------------------------------- | --------------------------------- | --------------------- |
| 1999 | ф   | Кормилица                           | La balia                          | Аннетта               |
| 2001 | ф   | Бензин                              | Benzina                           | Стелла                |
| 2002 | кор | Сад моего отца                      | My Father's Garden                | Гиада                 |
| 2003 | ф   | Лучшие годы молодости               | La meglio gioventù                | Мирелла Утано         |
| 2003 | ф   | Свадебное платье                    | Il vestito da sposa               | Стелла                |
| 2003 | ф   | Здравствуй, ночь                    | Buongiorno, notte                 | Кьяра                 |
| 2005 | ф   | Природе вопреки                     | Contronatura                      | Корнелия              |
| 2006 | ф   | Прослушка                           | The Listening                     | Франческа Савелли     |
| 2006 | тф  | Сартр, годы страстей                | Sartre, l'âge des passions        | Карла                 |
| 2007 | ф   | Вне ринга                           | Fuori dalle corde                 | Анна                  |
| 2008 | ф   | Женщины-агенты                      | Les femmes de l'ombre             | Мария Луццато         |
| 2008 | ф   | Треть мира                          | La troisième partie du monde      | Кьяра                 |
| 2008 | тф  | Эйнштейн                            | Einstein                          | Милева Марич          |
| 2009 | ф   | Вилла Амалия                        | Villa Amalia                      | Джулия                |
| 2009 | тф  | Дэвид Копперфильд                   | David Copperfield                 | Агнес Уикфилд         |
| 2009 | ф   | Тот, кто придёт                     | L'uomo che verrà                  | Лена                  |
| 2010 | ф   | Паршивая овца                       | La pecora nera                    | Маринелла             |
| 2010 | ф   | Другой мир                          | Un altro mondo                    | Ингрид                |
| 2011 | ф   | Первый человек                      | Le premier homme                  | Катрин Кормери (1924) |
| 2012 | ф   | Спящая красавица                    | Bella addormentata                | Росса                 |
| 2012 | док | Последние письма Бена и Клары       | Ben e Clara - Le ultime lettere   | Клара Петаччи         |
| 2012 | ф   | Краткая история долгих предательств | Breve storia di lunghi tradimenti | Валерия               |
| 2013 | ф   | Альцест на велосипеде               | Alceste à bicyclette              | Франческа             |
| 2013 | ф   | Хорошая жизнь                       | La belle vie                      | Елена                 |
| 2013 | ф   | Звезда                              | Des étoiles                       | Ада                   |

## Награды и номинации

### Награды
- Кинопремия «Серебряная лента»
  - 2004 — Кинопремия «Серебряная лента» лучшей актрисе (за фильм «Лучшие годы молодости», совместно с Адрианой Асти, Соней Бергамаско и Жасмин Тринка)
- Кинопремия «Давид ди Донателло»
  - 2013 — Приз «Давид ди Донателло» лучшей актрисе второго плана (за фильм «Спящая красавица»)

### Номинации
- Кинопремия «Серебряная лента»
  - 2004 — Кинопремия «Серебряная лента» лучшей актрисе (за фильм «Здравствуй, ночь»)
- Кинопремия «Давид ди Донателло»
  - 2004 — Приз «Давид ди Донателло» лучшей актрисе (за фильм «Здравствуй, ночь»)
  - 2005 — Приз «Давид ди Донателло» лучшей актрисе (за фильм «L’amore ritrovato»)